# Formiguer pitblanc
El formiguer pitblanc (Rhegmatorhina hoffmannsi) és una espècie d'ocell de la família dels tamnofílids (Thamnophilidae).

## Hàbitat i distribució
Habita el sotabosc de la selva pluvial de les terres baixes de l'oest del Brasil amazònic.